# 1993 FO
1993 FO är en asteroid i huvudbältet som upptäcktes den 23 mars 1993 av det nyzeeländska astronomparet Pamela M. Kilmartin och Alan C. Gilmore vid Mount John University Observatory.
Asteroiden har en diameter på ungefär 9 kilometer.